# Blogroll
Un blogroll es una colección de enlaces de 'blogs', normalmente presentado en una columna lateral de la página web.
Los autores de blogs pueden definir diferentes y variados criterios para incluir otros blogs en sus blogrolls. Habitualmente, el listado de otras direcciones de blogs se compone de direcciones que los propios autores visitan con asiduidad o a veces simplemente de páginas de blogs de amigos o cercanos.
Desde un punto de vista puramente intuitivo blogroll puede ser un acrónimo resultante de dos palabras de origen blog y rollo (o lista); entendiéndose como "rollo o lista de blog".
Los blogrolls existieron bastante antes de que alguien deciciera asignarles un apodo o nombre, y los primeros de los que se tiene constancia datan de 1997, de la mano del pionero del blogging, Chris Gulker.
En cuanto a la procedencia de esta palabra, existen dos posibles derivaciones:[cita requerida]
- los bloggers de Estados Unidos sostienen que el término proviene de logroll, que está relacionado con el intercambio de información entre distintas personas para lograr un objetivo común;
- los bloggers del Reino Unido relacionan la palabra blogroll con bog roll (papel higiénico), basados en la larga lista de direcciones y la dudosa calidad de muchos blogrolls.

Gracias a formatos como OPML el autor de un blog puede permitir a los visitantes agregar su blogroll entero.